# 臥虎藏龍
《臥虎藏龍》，作家王度庐的武侠小说，于1941年3月16日至1942年3月6日在连载于《青岛新民报》，当时名为《卧虎藏龙传》，1948年3月由上海励力出版社分五册出版，书名改为《卧虎藏龍》。本作为王度庐“鶴铁五部”中的第四部，主角为玉娇龙和罗小虎。
現行流通的《卧虎藏龍》版本由王芹（王度庐女兒）訂正，2006年长江文艺出版社出版。

## 主要改编作品

### 電影
- 1959年 罗小虎与玉娇龙（台湾，闽南语）；导演：梁哲夫；编剧：黄志青。
- 1960年 罗小虎与玉娇龙完结篇（台湾，闽南语）；导演：梁哲夫；编剧：黄志青。
- 1963年 卧虎藏龙（香港，粤语）；导演：凌云；编剧：杨捷、高立。
- 1967年 盗剑（1967年香港电影） （香港）；导演/编剧：岳枫。
- 2000年 臥虎藏龙（台湾/香港/美国/中國）；导演：李安；编剧：王蕙玲、詹姆斯·夏慕斯、蔡国荣；榮獲4項奧斯卡金像獎、2項金球獎。

### 電視劇
2001年，由邱心志、黃奕、何潤東、蒋勤勤主演的電視剧版本播出，集數34集（中国大陆播出时剪成20集），總导演梁凯程。